# Arachnothryx spectabilis
Arachnothryx spectabilis là một loài thực vật có hoa trong họ Thiến thảo. Loài này được (Steyerm.) Rova, Delprete & B.Bremer mô tả khoa học đầu tiên năm 2009.